# کوتاگویل (کارولینای جنوبی)
کوتاگویل(به انگلیسی: Cottageville) شهری در ایالت کارولینای جنوبی کشور ایالات متحده آمریکا است که جمعیت آن در سرشماری سال ۲۰۱۰ میلادی، ۷۶۲ نفر بوده‌است.